# Mensia
La lex Mensia va ser una antiga llei romana de data i autor desconeguts. Manava considerar estranger al fill de pares peregrini; els fills de pare ciutadà romà i mare peregrina gaudiria dels mateixos drets que el pare, però si la unió era il·legal seguiria la condició de la mare. Es creu que es podria haver promulgat a l'època d'August.